# Tir à l'arc aux Jeux paralympiques d'été de 2020
Navigation
Rio 2016 Paris 2024
La compétition de Tir à l'arc des Jeux paralympiques d'été de 2020 qui devaient se dérouler du 28 août 2020 au 5 septembre 2020 sur le terrain de tir à l'arc du parc de Yumenoshima, a été reportée au 27 août 2021 en raison de la pandémie de COVID-19.
9 épreuves y sont organisées : 3 masculines, 3 féminines et 3 mixtes avec 140 athlètes prenant part aux épreuves. Aux Jeux paralympiques, le tir à l'arc n'est pas ouvert aux archers malvoyants ou atteint de cécité.

## Classification
Les archers reçoivent une classification en fonction du type et de l'ampleur de leur handicap. Les catégories au tir à l'arc sont les suivantes :
- W1 pour les archers ayant un handicap au niveau des membres supérieurs et inférieurs et qui concourent assis dans un fauteuil roulant.
- Open est une catégorie olympiques regroupant
  - W2 pour les archers ayant un handicap au niveau des membres inférieurs et qui concourent assis dans un fauteuil roulant.
  - ST pour les archers qui concourent debout ou assis sur un tabouret.

Les athlètes de la catégorie libre (Open) peuvent participer à six épreuves, deux en classique (recurve) ou arc à poulies (compound), en vertu des règles standards de l'épreuve ;
Les athlètes de la catégorie W1 peuvent tirer avec un arc classique ou avec un arc à poulies, modifié à partir des règles standard, à travers trois épreuves. Il n'existe pas de d'épreuves distinctes pour les deux disciplines, et dans la pratique, les épreuves W1 seront essentiellement composées d'arc à poulies car ils demandent moins de puissance à manier que l'arc classique.

## Calendrier
| EC | Epreuves de classement | ● | Finale |

| Août/Sept             | Ven 27 | Sam 28 | Dim 29 | Lun 30 | Mar 31 | Mer 1 | Jeu 2  | Ven 3  | Sam 4 |
| --------------------- | ------ | ------ | ------ | ------ | ------ | ----- | ------ | ------ | ----- |
| Libre - Arc à poulies | EC     |        | Mixte  | Femmes | Hommes |       |        |        |       |
| Libre - Arc classique | EC     |        |        |        |        |       | Femmes | Hommes | Mixte |
| W1                    | EC     | Mixte  |        | Hommes | Femmes |       |        |        |       |

## Résultats

### Podiums

#### Hommes
| Épreuve               | Or                      | Argent                  | Bronze                   |
| --------------------- | ----------------------- | ----------------------- | ------------------------ |
| Libre - Arc à poulies | He Zihao (CHN)          | Ramezan Biabani (IRI)   | Ai Xinliang (CHN)        |
| Libre - Arc classique | Kevin Mather (USA)      | Zhao Lixue (CHN)        | Harvinder Singh (IND)    |
| W1                    | David Drahonínský (CZE) | Nihat Türkmenoğlu (TUR) | Bahattin Hekimoğlu (TUR) |

#### Femmes
| Épreuve               | Or                         | Argent                  | Bronze                      |
| --------------------- | -------------------------- | ----------------------- | --------------------------- |
| Libre - Arc à poulies | Phoebe Paterson Pine (GBR) | Mariana Zúñiga (CHI)    | Maria Andrea Virgilio (ITA) |
| Libre - Arc classique | Zahra Nemati (IRI)         | Vincenza Petrilli (ITA) | Wu Chunyan (CHN)            |
| W1                    | Chen Minyi (CHN)           | Šárka Musilová (CZE)    | Victoria Rumary (GBR)       |

#### Equipes mixtes
| Épreuve               | Or                                                           | Argent                                              | Bronze                                                       |
| --------------------- | ------------------------------------------------------------ | --------------------------------------------------- | ------------------------------------------------------------ |
| Libre - Arc à poulies | Chine Lin Yueshan He Zihao                                   | Turquie Öznur Cüre Bülent Korkmaz                   | Comité paralympique russe Stepanida Artakhinova Bair Shagaev |
| Libre - Arc classique | Comité paralympique russe Margarita Sidorenko Kirill Smirnov | Italie Elisabetta Mijno Stefano Travisani           | Chine Wu Chunyan Zhao Lixue                                  |
| W1                    | Chine Chen Minyi Zhang Tianxin                               | République tchèque Šárka Musilová David Drahonínský | Comité paralympique russe Ielena Kroutova Aleksei Leonov     |

### Tableau des médailles
| Rang  | Nation          | Or | Argent | Bronze | Total |
| ----- | --------------- | -- | ------ | ------ | ----- |
| 1     | Chine           | 4  | 1      | 3      | 8     |
| 2     | Tchéquie        | 1  | 2      | 0      | 3     |
| 3     | Iran            | 1  | 1      | 0      | 1     |
| 4     | RPC             | 1  | 0      | 2      | 3     |
| 5     | Grande-Bretagne | 1  | 0      | 1      | 2     |
| 6     | États-Unis      | 1  | 0      | 0      | 1     |
| 7     | Italie          | 0  | 2      | 1      | 3     |
| 7     | Turquie         | 0  | 2      | 1      | 3     |
| 9     | Chine           | 0  | 1      | 0      | 1     |
| 10    | Inde            | 0  | 0      | 1      | 0     |
| Total | Total           | 9  | 9      | 9      | 27    |